# Prince of Persia: Warrior Within
Prince of Persia: Warrior Within (en català: L'Ànima del Guerrer) és un videojoc que enllaça Prince of Persia: Les Sorres dels Temps. El joc es llançà a finals del 2004 i finals del 2005, desenvolupat per Ubisoft i llançat per a PC, Xbox, PlayStation 2 i per a Nintendo GameCube; per a PlayStation Portable com a Prince of Persia: Revelations. El 17 de juny del 2010 fou llançat en versió completa per a Ipod touch per Gameloft.

## Argument
Al principi es veu com algú escapa d'una ombra o monstre, que va arrasant amb tot al seu pas, fins que arriba a un lloc sense sortida i es revela que és el Príncep, en aquell moment, de forma ressentida, es veu com un immens demoni va cap a ell. Llavors, de sobte, es mostra el vaixell del Príncel enmig d'una tempesta, quan apareix un vaixell amb monstres de sorra i una noia vestida de negre, qui és la comandant del navili. El vaixell enemic l'aborda i, mentre maten tots, el Príncep va a la recerca de la noia de negre per matar-la. Quan hi arriba comencen a lluitar, però ella li diu que L'Emperatriu l'ha subestimat, ell li pregunta si L'Emperatriu l'ha enviada i ella aprofita la distracció per llançar-lo a l'aigua.
Llavors es veu una visió del Príncep en què parla amb l'ancià savi, a qui tant d'afecte té. L'ancià li explica que una bèstia aterridora el persegueix, que s'anomena Dahaka i és el guàrdia de la línia del temps. Li explica que ell (el Príncep) va haver de morir per obrir el rellotge de sorra (al videojoc Prince of Persia: The Sands of Time. El Príncep, sense fer cas a l'ancià, li diu que prefereix morir intentant alliberar-se de la bèstia que esperar la mort. L'ancià li diu que no li convé i li explica que no es pot canviar el que està escrit a la línia del temps. El Príncep decideix anar a l'Illa del Temps per evitar que L'Emperatriu del Temps creï les sorres i, per tant, el Dahaka no tingui res en contra del Príncep. Però l'ancià li comunica que el seu viatge no acabarà bé i que ningú no pot canviar el seu destí.
Llavors apareix en una platja, que es dedueix com l'Illa del Temps, on es creà el rellotge de sorra i on es troba L'Emperatriu. En aquell moment, el Príncep avança fins a arribar dins del palau on es troba Shadee (qui abordà el vaixell del Príncep) i una altra dona amb un vestit vermell, lluitant. A continuació, el Príncep ajuda la segona dona, i aconsegueix així matar la comandant que va abordar-lo.
Després, la dona que ajudà li diu que si vol evitar que el rellotge de sorra es creï, ha d'anar a la sala del tron. Ella li dona l'espasa de la serp per poder accionar els mecanismes.
Més endavant, després d'un llarg recorregut, en què té com a missió principal accionar dues torres (per permetre l'accés a la sala del tron), el Príncep aconsegueix l'espasa del lleó, que és més forta que l'anterior. Llavors, mentre el Príncep explora l'illa, es troba diverses vegades amb una bèstia, que comparteix cert semblant al Dahaka i intenta matar-lo en una ocasió. Després de viatjar del present al passat diverses vegades, un cop escapa del Dahaka i acaba d'explorar l'illa, per fi arriba a la sala del tron i es troba amb la bèstia que tanta curiositat li havia causat, i el Dahaka. El Príncep intenta escapar-ne arrossegant-se per terra, ho aconsegueix i, en comptes de matar-lo a ell, el Dahaka s'emporta la bèstia i el Príncep entra a la sala del tron amb la dona que anteriorment havia ajudat.
Quan tots dos hi entren, la noia tanca la porta i li diu que ella va tenir una visió en què moria als seus braços i, per evitar-lo, el volia matar. En aquell moment es descobreix que la noia és en realitat L'Emperatriu, anomenada Kaeleena. Lluiten i el Príncep la mata, i creu que així no es crearan les sorres, però s'equivoca, no només es creen, sinó també que ara el Dahaka també el persegueix al passat, i ell torna al present.
Llavors el Príncep, a les masmorres, un cop ha perdut tota esperança, veu el Dahaka tractant de destrosar unes reixes per arribar fins a ell, i li diu que vagi a buscar-lo, que es rendeix. De sobte, descobreix uns escrits que li diuen que hi ha una màscara que li donarà una segona oportunitat, i llavors pensa que si ateny matar L'Emperatriu al present, el rellotge es crearà, però ell mai no l'hauria obert i així el Dahaka no tindria res en contra seva. El Príncep decideix anar per a la màscar per no cometre el mateix error. Al seu viatge a la recerca de la màscara, es troba amb una espasa d'aigua (que només apareix si es recullen totes les millores de vida), que amaga misteriosos poders i cinc armes secundàries misterioses (espases miscel·lànies). Quan aconsegueix la màscara, es transforma en l'espectre de sorra, que és la bèstia que l'observava de lluny durant el seu recorregut per l'illa.
El Príncep torna a fer el mateix que abans, anar a la sala del tron, per, aquest cop, portar Kaeleena al present. En el transcurs del seu viatge, es pot observar com es troba amb el seu altre jo, i quan pensava que el malvat volia matar-lo, en realitat el salvà d'un enemic que hi havia darrere seu.
En aquest punt torna al mateix lloc que abans, on estan els dos Prínceps i el Dahaka. Aquest cop, l'espectre de sorra del Príncep fa marxa enrere i agafa l'altre Príncep. Una altra vegada, torna a ser el d'abans, ja que la màscara es desfà. A continuació, el Príncep va a la sala del tron amb Kaeleena, però en comptes de lluitar-hi, ell va al tron i trenca una paret que condueix a un portal secret cap al present, llavors el Príncep la hi empeny i després s'hi fica ell. El Príncep segueix el camí fins que la troba en una gran plataforma.
Final alternatiu: el Príncep lluita amb Kaeleena i la mata de nou, llavors apareix el Dahaka, però no vol el Príncep, sinó Kaeleena, i se l'emporta juntament amb el medalló del temps que porta el Príncep, l'última relíquia de les sorres del temps, ja que mai no es van crear les sorres. Llavors el Príncep escapa del seu destí i torna a Babilònia.
Final vertader: (només si es té l'espasa d'aigua) El Príncep intenta raonar amb Kaeleena, quan apareix el Dahaka i torna a anar en contra d'ella, però el Príncep ataca Dahaka amb l'espasa i descobreix que amb aquella espasa pot fer-li mal. Després de sotmetre el Dahaka i salvar Kaeleena, tots dos tornen a Babilònia.